# Кельчино
Ке́льчино — село (с 1861 года) в Удмуртской республике, Воткинского района, расположенное на обширных равнинах, за исключением его восточной части. В восточной части села рельеф возвышенный. В селе протекает река Большая Кивара, образованы два пруда.
На территории села располагается Свято-никольская церковь и освященный источник.

## История
Сведений о точном времени основания Кельчино не обнаружено. Известно то, что деревня основана раньше Воткинского завода. Об этом же свидетельствует донесение поручика Кушникова в казанскую губернскую канцелярию, о том, что он 17 января 1759 года приехав в Сивинскую волость в Денисову сотню, которой управлял в то время сотник ясашных крестьян Андрей Елисеев, приписал «без всякого препятствия годных в работу крестьян» целого ряда деревень, в том числе и крестьян деревни Кельчиной. Селение входило в состав прихода Дмитриевской церкви Воткинского завода (в дальнейшем Благовещенского собора).
Самостоятельный приход открыт по указу Вятской духовной консистории от 30 декабря 1861 года. В состав прихода вошли селения ранее входившие в приход Благовещенского собора в Воткинском заводе и приходы сел Шаркана и Полозово.
В приход входили деревни Липовка, Малая Кивара (Опалиха), Гондырвай, Возмиловская, Лып-Гари (Сотоны), Шалавенки, Кивара, Средняя Кивара (Тараканово), Осиновка; Кленовская (Бакай) и кордон Дубровинский.
Деревянная церковь построена в 1864 году. Освящение состоялось 11 ноября 1867 года во имя Святителя Николая Чудотворца.
С 1909 года начат сбор средств на строительство нового, каменного, храма. Но строительство так и не было начато.
На основании указа Президиума Верховного Совета УАССР от 13 февраля 1941 года церковь закрыта, а здание передано под школу.

## География
Село находится в 80 километрах к востоку от столицы Удмуртии — города Ижевска и в 27 километрах к востоку от города Воткинска. Село находится в 10 километрах к западу от границы с Пермским краем.

## Инженерная инфраструктура
- Линии электропередачи, трансформаторная подстанция
- Внешняя система водоснабжения, система водоотведения
- Система наружного освещения
- Системы газоснабжения

## Транспортная инфраструктура
- Индивидуальный транспорт
- Транзитный транспорт[3]
- Общественный транспорт[4]

К югу от села проходит асфальтированный Кельчин тракт, соединяющий Воткинск и Большую Соснову.

## Образовательные учреждения
- Детский Сад
- Основная школа[5]

## Внешние сети связи
- Телефония
- Интернет
- Спутниковое телевидение
- Мобильная связь стандарта LTE

## Хозяйственная деятельность
- Заготовка и обработка древесины
- Животноводство
- Молочное производство
- Растениеводство
- Овощеводство

## Галерея

Вид на село с холма
Освященный источник
Детский сад
Основная школа
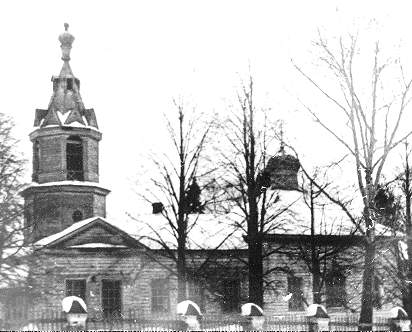
Николаевская церковь (1867–1941 гг.)